# Inhibiteur de corrosion
Un inhibiteur de corrosion est un produit (additif, catalyseur), un système ou un objet (ex. : anode) destiné à réduire l'exposition d'un contenant, d'une coque ou d'un objet à la corrosion. Cette dernière peut provenir du contact du matériau avec un gaz, un liquide ou un matériau visqueux ou granulaire. Elle peut aussi être due à des différences de potentiel électrochimique, dans ce cas on peut aussi chercher à réduire les espèces électroréactives présentes dans le fluide (oxygène dissous le plus souvent) ou son grain, etc. Dans les cas des moteurs, l'inhibiteur est ajouté dans l'huile moteur, l'huile de boite de vitesses...

## Typologie
Parmi les inhibiteurs chimiques diminuant la corrosion en s'adsorbant à la surface du métal (ou métalloïde) en y formant une fine couche protectrice compacte, plusieurs mécanismes d'inhibition peuvent être distingués : 
- certains inhibiteurs n'agissent que sur une cathode (inhibiteur cathodique) ;
- d'autres n'agissent que sur l'anode (inhibiteur anodique) ;
- d'autres encore agissent à la fois sur la cathode et l'anode (inhibiteur à mécanisme mixte).

## Principes
Les facteurs qu'on cherche à corriger (directement ou indirectement), avec un inhibiteur de corrosion varient selon les cas. 
Il s'agira par exemple de :
- la dureté du métal ou du substrat, que l'on peut renforcer (par ex par apport de bismuthiol I (aussi dénommé 1,3,4-thiadiazole-2,5-dithiol) ;
- la composition chimique (notamment pour corriger des paramètres d'acidité et de dureté de l'eau) ;
- la teneur en oxygène ou autres oxydants ;
- la température ; par exemple : si le point de vapeur n'est pas atteint, l'érosion par cavitation est réduite ; l'eau froide dissous plus d'oxygène, mais l'eau chaude a un pouvoir solvant plus élevé ;
- le caractère plus ou moins érodant ou abrasif du fluide ;
- la vitesse et/ou les forces de frottement (quand les causes de la corrosion sont à la fois physicochimiques et mécaniques, l'inhibiteur de corrosion peut aussi viser à réduire ces contraintes mécanique ou abrasive sur l'interface matériau/fluide (usure des surfaces) ;
- la pression du fluide transporté ;
- la formation éventuelle de biofilms susceptibles d'accélérer la corrosion de certains matériaux ;
- etc.

## En milieu aqueux
La corrosion provient souvent de phénomènes électrochimiques intervenant à l'interface solution/matériau (métal, plastique, céramique, etc.). 
L'inhibiteur est dit anodique ou cathodique ou mixte s'il traite les aspects électrochimiques de la corrosion.
Sinon, il vise à protéger la surface d'une paroi ou d'un objet par adsorption sur cette surface pour y former une barrière étanche entre elle et le milieu corrosif. 

On cherche généralement à ce que cette barrière soit durable, sauf dans le cas des antifoulings qu'on rend volontairement lentement dégradables de manière qu'ils libèrent assez de substances toxiques pour tuer le fouling, c'est-à-dire les organismes vivants qui colonisent naturellement sur toutes les surfaces immergées non toxiques, ce qui n'est pas souhaitable sur la coque des navires ou sous-marins.